# 鼠疫
鼠疫（英語：plague）是一種存在於囓齒類與跳蚤的一種人畜共通傳染病，並藉蚤傳染給各種動物及人類，可引起人发热、严重毒血症状、淋巴結肿大、肺炎和出血倾向。
鼠疫的最初反應為跳蚤咬傷部位臨近的淋巴結發炎（急性淋巴结炎），即腺鼠疫（bubonic plague），經常發生於鼠蹊部，少發生於腋下或頸部，受感染的淋巴結發炎、紅腫、壓痛且可能流膿，通常會有發燒現象。部分患者得腺鼠疫后经血行蔓延至肺部造成肺炎，即肺鼠疫（pneumonic plague），而吸入此肺鼠疫病人的飞沫則可直接得到肺鼠疫。

## 疾病概述
鼠疫是由鼠疫杆菌所致的烈性传染病。所有的鼠疫，包括淋巴結病不明顯的病例，皆可引起敗血性鼠疫，經由血液感染身體各部位，包括腦膜。肺的次發性感染可造成肺炎、縱膈炎或引起胸膜滲液。次發性肺鼠疫在疫情的控制上特別重要，因為其痰之飛沫傳染是原發性肺鼠疫及咽鼠疫之來源。更進一步的人與人之間傳染可造成局部地區的爆發或毀滅性的大流行。未治療的腺鼠疫其致死率為50.0－60.0%，很少出現短期而局部的感染（輕微鼠疫）。鼠疫桿菌曾於肺鼠疫病人的無症狀接觸者喉嚨中培養出，未經治療的原發性敗血性鼠疫及肺鼠疫一定死亡，但現代醫療已可顯著降低腺鼠疫之致死率至約10%，仍遠高于SARS及流感，但及早的發現及治療亦可降低肺鼠疫及敗血性鼠疫的致死率。
欲快速診斷鼠疫可用顯微鏡直接檢查淋巴結腫抽出液、痰或腦脊髓液，發現卵圓形、革蘭氏陰性、兩極濃染的鼠疫桿菌。利用螢光抗體檢驗或antigen-capture ELISA較準確，特別是對於散發病例的確認。確定診斷須從淋巴結腫、血液、腦脊髓液或痰液中培養及辨認出鼠疫桿菌，或抗體效價有4倍的上升或下降，被動血球凝集試驗（PHA test）經常用於血清學診斷。
一般相信歷史上鼠疫有四次大流行，首次發生于東漢末，死亡人數約為漢朝人口的三分之二，第二次大流行發生於6世紀，起源於埃及的西奈半島，波及到歐洲所有國家，死亡近2500萬人；第三次發生於14世紀，起源於美索不达米亚，僅歐洲就死亡2500萬人，即歷史上著名的黑死病；第四次發生於19世紀末至20世紀初，死亡1200萬人。

## 傳播方式

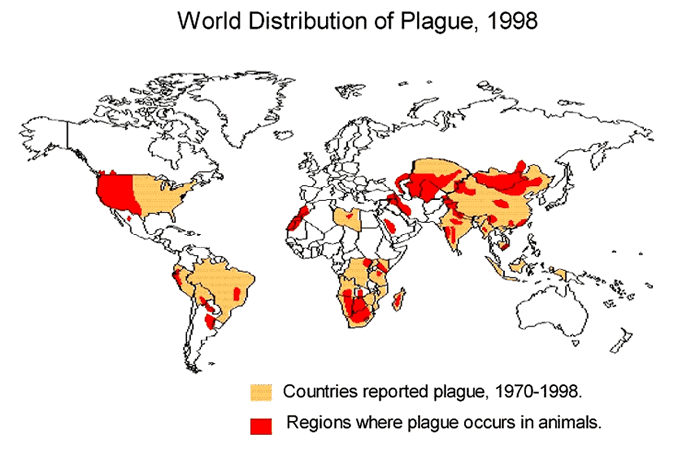
1998年的世界鼠疫分布圖。

在歷史上，鼠疫常會在特定時間從特定地區（如東非）突然爆發，如氣候變化造成動物繁衍遷移傳播，以及跳蚤的跨物種傳染。

### 氣候變化
由美國疾病控制與預防中心主導，並對尚存野生動物瘟疫源所做的現代研究已證實，鼠疫的爆發大部分是突如其來的嚴重氣候變化而引起。降雨過多是造成鼠疫蔓延的最大原因，如果是旱災過後又降雨過度，更具爆發的可能性。
雨量過多時，植被生長將會增加，因此草食動物和昆蟲將會取得較多食物。齧齒類動物亦會大量繁殖（包括那些帶有鼠疫桿菌，但對病菌免疫的老鼠），並遠遠超過其掠食者能捕食控制的數量。在爆炸性的大量繁衍過後，為了找到覓食的地盤，這些動物的活動範圍不得不更加擴大。於是在數個月內，這些帶有鼠疫桿菌的野生動物就會像海浪一樣四處向外擴散。不久，這些動物就會和其他不帶鼠疫桿菌的齧齒類動物接觸，並由跳蚤的吸血媒介作進一步跨物種傳染。

### 跳蚤吸血的跨物種傳染
雖然鼠疫是人畜共通的傳染疾病，然主要的病菌媒介並非是老鼠本身，而是毫不起眼的跳蚤。齧齒類動物對鼠疫大多有免疫力，然寄生在牠們身上的跳蚤則不然。跳蚤會死於鼠疫。不過諷刺的是，鼠疫的散播過程其實是整個死亡過程本身。
跳蚤吸食齧齒類動物身上的帶有鼠疫杆菌的血液後，其消化管部分會被一種由繁殖中的病菌與血塊混合的東西所阻塞。病蚤乃開始肌腸轆轆而變得飢不擇食，以致凡是會移動的生物──不論是否為平時的宿主類生物，牠幾乎都會往上跳吸食血液。但由於腸道被堵住無法消化的關係，病蚤除了無法止飢外，更會在吸血的同時吐出帶有鼠疫杆菌的血液，因而將鼠疫桿菌傳播至被吸血的宿主。最後病蚤會迅速地從一個宿主跳到另一個宿主，無所不螫，在執行一個不可能滿足的任務之後，進一步把鼠疫傳播開來。
所有的鼠疫，包括淋巴結病不明顯的病例皆可引起敗血性鼠疫，經由血液感染身體各部位，若病菌侵入肺部造成肺炎後，更會造成次發性肺鼠疫。感染者會把富含病菌的痰與飛沫傳播，進一步擴大鼠疫病情，並造成局部地區的爆發或毀滅性的大流行。
1894年，中國華南爆發鼠疫並傳播至香港。兩名細菌學家，法國人亞歷山大·葉赫森及日本人北里柴三郎分別在香港的病人身上分離出引致鼠疫的細菌。由於北里柴三郎的發現後來被發現有錯漏，現時一般認為葉赫森是首名發現鼠疫桿菌的科學家。1967年，鼠疫桿菌的學名改為Yersinia pestis以紀念葉赫森。
1898年，法國科學家席蒙（Paul Louis Simond）在印度孟買首次證明鼠及跳蚤是鼠疫的傳播者。

## 症狀和類型
感染按症狀可分成三類：淋巴結鼠疫、肺鼠疫、敗血性鼠疫。

### 腺鼠疫
最常見的鼠疫類型，傳染途徑大致可分為兩類：
- 被感染的跳蚤叮咬而感染（尤其印度鼠蚤）。
- 碰觸感染的動物（尤其老鼠和家兔）的組織，或不慎接觸病患身上傷口的膿液而感染。

受感染者最初反應為跳蚤咬傷部位臨近的淋巴結發炎，經常發生於鼠蹊部，少數發生於腋下或頸部，受感染的淋巴結發炎、紅腫、壓痛且可能流膿，通常會有發燒現象。在感染後3—8天會出現倦怠感、寒顫、發燒等現象，亦可能擴散到全身的淋巴結。未治療的腺鼠疫其致死率為30－90%。
所有的鼠疫，包括淋巴結病不明顯的病例，皆可能引起敗血性鼠疫，經由血液感染身體各部位，包括腦膜。

### 肺鼠疫
肺鼠疫
大致上可分為兩種：
- 先得腺鼠疫經血行蔓延至肺部造成肺炎（次發性肺鼠疫）
- 吸入其他肺鼠疫病患的痰與飛沫染病，不慎接觸膿液、餐具、口罩唾液飛沫而感染（原發性肺鼠疫）。

原發性肺鼠疫的潛伏期通常為1－4日，但急性患者亦可能至數小時即發病。最初的徵狀有頭痛、雙眼充血、咳嗽、以及怠倦感，雖然與普通呼吸道疾病相似。但後期卻會惡化為咽炎和頸部淋巴結炎。
次發性肺鼠疫則可能造成肺炎、縱膈炎或引起胸膜滲液。未經治療的肺鼠疫即可能在1~6日內死亡，死亡率高達95%。肺鼠疫患者亦可能因病原体侵入血液，引起败血症。

### 敗血性鼠疫
鼠疫桿菌經由血液感染全身，皮膚會出現血斑，發高燒，或臉部腫脹，最後全身長滿黑斑而死亡。這也是鼠疫被稱為黑死病的原因。部份敗血性鼠疫患者並沒有淋巴腫脹的徵狀。此類患者從染病至死亡可能不足一天。未經治療的原發敗血性鼠疫及肺鼠疫死亡率頗高。然及早以抗生素治療可降低肺鼠疫及敗血性鼠疫的致死率。

## 預防
- 最重要是避免被跳蚤叮咬，以及避免直接接觸患者，避免碰觸具感染性的組織，最好也不要暴露於肺鼠疫病人活動地區。
- 若在流行地區，需清除所有有可能帶菌的鼠類或跳蚤，或施打疫苗。滅蚤必需要先在滅鼠之前進行，以避免跳蚤跳入其他新宿主（如人類）繼續傳染病菌。
- 來自疫區之輪船或港區倉庫須防鼠、滅鼠及滅蚤。
- 避免接觸及處理其死屍，如發現屍體須報告當地衛生當局。

### 疫苗
1897年，法国犹太裔微生物学家沃尔德玛·哈夫金发明了首剂人类鼠疫疫苗，并在英属印度开展了大规模接种。1897年-1925年间，印度孟买的实验室寄出了约2600万剂哈夫金的鼠疫疫苗，将鼠疫死亡率降低了50%-85%，拯救了成千上万人的生命。但到了21世纪，疫苗对于鼠疫的防治作用较小，美国暂时没有鼠疫疫苗存储。

## 通報

### 中國大陆
依照《中華人民共和國傳染病防治法》第一章第三條，鼠疫屬於甲類傳染病且排名第一，故有“一号病”的俗称。一經發現，需兩小時內報告相關防疫部門，對病人、病原攜帶者的隔離、治療方式以及對疫點、疫區的處理等，均強制執行。
1. 第三章三十二條，“港口、機場、鐵路疾病預防控制機構以及國境衛生檢疫機關發現甲類傳染病人、病原攜帶者、疑似傳染病人時，應當按照國家有關規定立即向國境公安所在地的疾病預防控制機構或者所在地縣級以上人民政府衛生行政部門報告并相互通報。”
2. 第三章三十三條，“疾病預防控制機構應當主動收集、分析、調查、核實傳染病疫情信息。接到甲類、乙類傳染病疫情報告或者發現傳染病暴發、流行時，應當立即報告當地衛生行政部門，由當地衛生行政部門立即報告當地人民政府，同時報告上級衛生行政部門和國務院衛生行政部門。疾病預防控制機構应当設立或者指定專門的部門、人員負責傳染病疫情信息管理工作，及時對疫情報告進行核實、分析。”

### 台灣
台灣自1918年起至1945年就不再有鼠疫。1946年因政權交替，海港檢疫工作一時停頓，遂有鼠疫再度侵入，經政府採取防疫措施，自1948年起已無病例報告。1950年金門曾發生病例，迄1953年亦告絕跡。
中華民國《傳染病防治法 （页面存档备份，存于）》將「鼠疫」列為第一類傳染病。依中華民國行政院衛生署疾病管制局所公布之《傳染病通報定義指引手冊 （页面存档备份，存于）》,若醫療衛生單位發現有病患有相關旅遊史、病毒接觸史，或者是醫師或法醫師高度懷疑者，應於24小時內主動至政府規定網頁通報。

## 治療
疑似鼠疫患者須儘快接受適當治療，一般會在醫院被隔離，並接受抗生素治療，時間為10天或持續治療至病患退燒後2天；病患病況如有改善，靜脈給藥方式可考慮改以口服方式；治療抗生素治療的使用選擇為鏈黴素和慶大黴素，但四環黴素、氟喹諾酮或氯黴素也是有效。
抗生素治療之方法及劑量，須依病患臨床狀況調整，例如病患年齡、病史、健康狀況、或過敏反應等等考慮因素（請參考美國CDC鼠疫抗生素治療建議表）。暴露後預防性投藥的抗生素選用包括有：強力黴素、環丙沙星（請參考美國CDC鼠疫暴露後預防性投藥建議表）。在對藥物治療有滿意的反應後，某些病人在第5、6天會呈現自限性的突發性發燒，但是並沒有任何其他的症狀，可能是該感染原對藥物具有抵抗力或是發生其他併發症，此時應立即採取病人的痰檢體，再依據檢驗結果給予適當的抗生素治療，若發現化膿性淋巴結腫應予以切開及引流。
而在抗生素被發現前，則常以血清治療鼠疫。中世纪时，为治疗黑死病，人们用尽一切稀奇古怪的治疗方法。有些人用放血、喝尿、吃下粪便和灰烬，有的人将黑色肿块切除，有的人甚至把活蟾蜍或鸡只放到胸前。值得一提的是，随着人们对黑死病认识的逐渐深入，一些带有现代医学痕迹的治疗和预防方法开始出现。某种程度上，黑死病结束之日，正是现代医学兴起之时。

## 歷史上的大流行

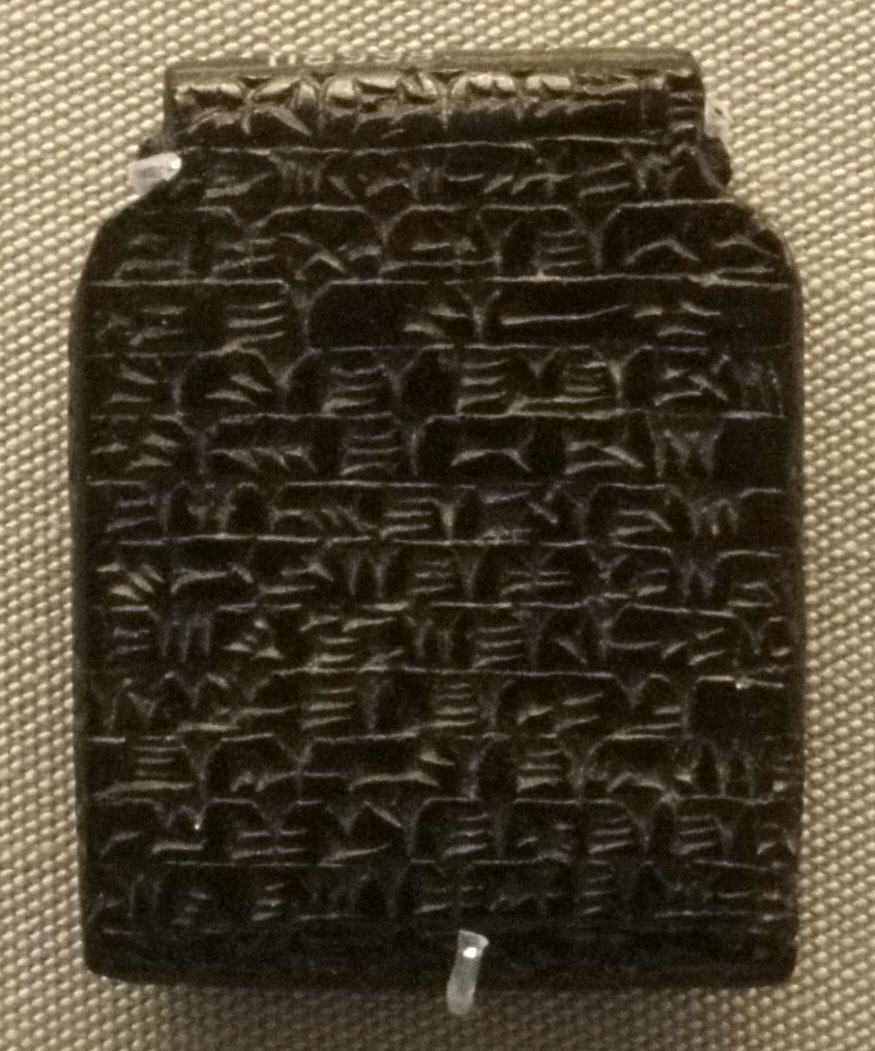
護身符（Amulet, 800BC-612BC），以抵禦瘟疫，刻有報價。（Akkadian Erra Epic）.

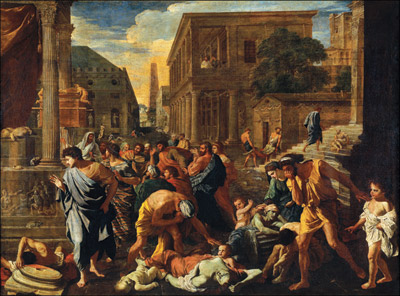
油畫《阿什杜德的瘟疫》（The Plague of Ashdod）, Nicolas Poussin (1594-1665), 法國.1630年.

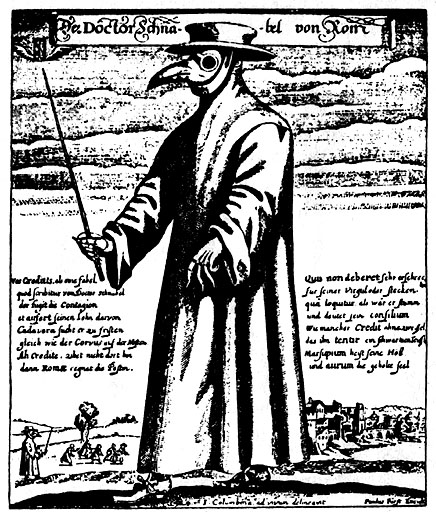
中世紀的瘟疫醫生。

鼠疫在人类历史上曾经发生过三次世界大流行, 累计造成不少于1.35亿人死亡。

### 第一次大流行
541年－542年的查士丁尼大瘟疫是歷史上第一次紀錄的鼠疫大流行，也是第一次鼠疫大流行的开端。541年，鼠疫沿著埃及行省的貝魯西亞侵襲東羅馬帝國。鼠疫荼毒貝魯西亞後，迅速蔓延至亞力山卓，再繼續水陸貿易網擴散到東羅馬首都君士坦丁堡與整個東羅馬帝國。目前並未有明確的數字統計多少人因此死亡，然此次流行導致帝國至少1/3人口死亡。嚴重影響該帝國經濟稅基與軍制兵源，削弱了拜占庭帝國實力。
查士丁尼鼠疫爆發後，從541年－717年，鼠疫沿著海陸貿易網擴散到西歐與不列顛群島。首先是高盧（法國），543年法國西南部亞耳爆發鼠疫病情，接著547年鼠疫傳染至愛爾蘭與不列顛西部，588年－590年的一次鼠疫橫掃馬賽、亞威農，以及法國北部里昂地區的隆河流域，造成2500萬人死亡，鼠疫不止波及英法等國，它使當時整個地中海貿易衰退。更造成許多昔日王國的勢力因此消失，並改寫整個歐洲的歷史。

### 第二次大流行
作为第二次鼠疫大流行的开端，黑死病在1347年－1351年大規模襲擊歐洲，导致欧洲人口急剧下降，死亡率高达30%。據信黑死病是蒙古帝國軍隊西征歐洲帶來的。約1347年，往來金帳汗國的克里米亞與墨西拿（西西里島西西里王國）間的熱那亞共和國貿易船隻帶來了已感染的黑鼠或跳蚤，不久便蔓延到熱那亞與威尼斯共和國，1348年疫情又傳到法國、西班牙和英格蘭王國，1348年—1350年再東傳至神聖羅馬帝國和斯堪的納維亞國家，最後在1351年傳到位於俄羅斯西北部地區。估計歐洲有約2500萬人死亡，而歐、亞、非洲則共約5500萬—7500萬人在這場疫病中死亡。當時沒有治療藥物，只能使用隔離的方法阻止疫情蔓延。此後在十五、十六世紀黑死病多次再次侵襲歐洲；但死亡率及嚴重程度逐漸下降。
有人認為，這場黑死病嚴重打擊了歐洲傳統的社會結構，削弱封建與教會勢力，間接促成了後來的文藝復興與宗教改革。
在中國，明代万历和崇祯二次的大疫據信也是這次全球大流行的一部份。据估计，华北三省人口死亡总数至少达到了1000万人以上，崇祯“七年八年，兴县盗贼杀伤人民，岁馑日甚。天行瘟疫，朝发夕死。至一夜之内，百姓惊逃，城为之空”。“朝发夕死”、“一家尽死孑遗”。一些史學家相信，李自成入北京之前，明朝的京營兵士就遭受鼠疫侵襲，谷應泰在《明史纪事本末》卷78中说“京师内外城堞凡十五万四千有奇，京营兵疫，其精锐又太监选去，登陴诀羸弱五六万人，内阉数千人，守陴不充”。“上天降灾，瘟疫流行，自八月至今（九月十五日），传染至盛。有一二日亡者，有朝染夕亡者，日每不下数百人，甚有全家全亡不留一人者，排门逐户，无一保全。……一人染疫，传及阖家，两月丧亡，至今转炽，城外遍地皆然，而城中尤甚，以致棺蒿充途，哀号满路。”

#### 黑死病與鼠疫
19世紀末的第三次鼠疫大流行中發現鼠疫桿菌及鼠疫傳播方法後，大部份醫學及歷史學家，都認為14至16世紀肆虐歐亞的黑死病，是鼠疫的一次大流行。有研究質疑這種說法，認為黑死病只有部份特徵與「鼠疫第三次大流行」相近，懷疑真正導致14世紀黑死病的，可能其實是另一種仍未發現的病原體。不过近年研究已经证实。查士丁尼大瘟疫以及黑死病，均是由鼠疫杆菌引起，和鼠疫第三次大流行属于同一种致病菌，不过尚不能排除有其他病原体共同作用的可能。

### 第三次大流行
1855年中國雲南首先發生了大型鼠疫，1894年在廣東爆發，廣州城在十日之內全城蔓延，並傳至香港。廣州和香港成為鼠疫流行的中心（也是在这一年，鼠疫杆菌在香港被首次分离出来），經過航海交通，最終散佈到所有有人居住的大陸，估計在中國和印度便導致約1200萬人死亡。此次全球大流行一直持续至1959年才正式結束。